# SV Concordia Ihrhove
Der SV Concordia Ihrhove ist ein Sportverein aus dem zur ostfriesischen Gemeinde Westoverledingen gehörenden Ihrhove.

## Geschichte
Der Verein wurde im Herbst 1945 als FC Ihren-Ihrhove gegründet und am 4. Oktober 1946 in Concordia Ihrhove umbenannt.

### Fußball
Die Fußballer des Vereins stiegen 1996 in die Oberliga Niedersachsen/Bremen auf und hielten sich dort dank eines finanzkräftigen Sponsors bis 2004. Den größten Erfolg erzielte der Verein mit der Qualifikation zum DFB-Pokal 2002/03. Dort traf Concordia Ihrhove in der ersten Runde auf Borussia Dortmund, gegen die der Verein vor 14.500 Zuschauern im Ihrhover Hindenburgstadion mit 0:3 verlor. Nach dem Abstieg aus der Oberliga im Jahre 2004 meldete der Verein die erste Mannschaft aufgrund hoher finanzieller Belastungen aus der Niedersachsenliga West ab. Der direkte Abstieg in die Bezirksklasse war die Folge.
Nach dem vorzeitigen Erreichen der Meisterschaft in der Saison 2007/08 spielte die erste Herrenmannschaft des SVC in der neuen Saison 2008/09 wieder in der Bezirksoberliga Weser/Ems. Nach dem direkten Wiederabstieg spielt die Mannschaft wieder in der Bezirksliga Weser/Ems 1, ehe im Jahre 2015 dort Meister wurde, aber auf den Aufstieg verzichtete. Zwei Jahre später zog der Verein die Mannschaft in die Ostfrieslandklasse B zurück. Nach zwei Aufstiegen in Folge spielt die Concordia ab 2024 in der Bezirksliga.
Die Spielstätte des SV Concordia, die bis dahin den Namen Hindenburgstadion getragen hatte, wurde 2022 in Stadion im Sportpark Ihrhove umbenannt.

### Leichtathletik
Heike Huneke wurde 1993 deutsche Hallenmeisterin im 800-Meter-Lauf.

## Persönlichkeiten
- Bogdan Dlugajczyk
- Uwe Eckel
- Rico Glaubitz
- Oliver Grein
- Jens Jaschob
- Adem Kapič
- Ulf Kliche
- Stefan Lang
- Mario-Ernesto Rodríguez
- Hermann Rülander
- Sherif Touré
- Jean-Clotaire Tsoumou-Madza
- Endre Varga